# Засосье
За́сосье — деревня в Старопольском сельском поселении Сланцевского района Ленинградской области России.

## История
Впервые упоминается в писцовых книгах Шелонской пятины 1499 года, как деревня Засосье (Заосья) в Сумерском погосте Новгородского уезда.
Деревня Засосья упоминается на карте Санкт-Петербургской губернии 1792 года А. М. Вильбрехта.
Как деревня Засисья она обозначена на карте Санкт-Петербургской губернии Ф. Ф. Шуберта 1834 года.

ЗАСОСЬЕ — деревня принадлежит её величеству, число жителей по ревизии: 50 м. п., 55 ж. п. (1838 год)

Как деревня Засисье она отмечена на карте профессора С. С. Куторги 1852 года.

ЗАСОСЬЕ — деревня Гдовского её величества имения, по просёлочной дороге, число дворов — 18, число душ — 60 м. п. (1856 год)

ЗАСОСЬЕ — деревня удельная при колодце, число дворов — 20, число жителей: 59 м. п., 75 ж. п. (1862 год) 

В XIX — начале XX века деревня административно относилась к Старопольской волости 2-го земского участка 1-го стана Гдовского уезда Санкт-Петербургской губернии.
Согласно Памятной книжке Санкт-Петербургской губернии 1905 года деревня образовывала Засоское сельское общество.
С 1917 года деревня находилась в составе Замошского сельсовета Старопольской волости Гдовского уезда.

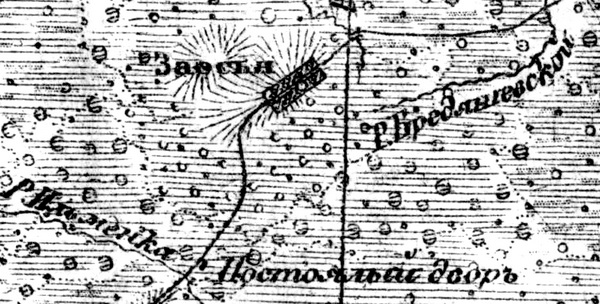
Деревня Засосье на карте 1919 года

Согласно карте Петроградской и Эстляндской губерний 1919 года деревня называлась Заосья.
С февраля 1927 года, в составе Ложголовской волости.
С августа 1927 года, в составе Осьминского района.
С 1928 года, в составе Старопольского сельсовета. В 1928 году население деревни составляло 263 человека.
По данным 1933 года деревня Засосье входила в состав Старопольского сельсовета Осьминского района.
В 1937 году по анонимному доносу в НКВД из деревни были уведены все мужчины (30 человек), в 1947 году в деревню вернулись трое.
С 1 августа 1941 года по 31 января 1944 года, германская оккупация.
С 1961 года, в составе Сланцевского района.
С 1963 года, в составе Кингисеппского района.
По состоянию на 1 августа 1965 года деревня Засосье входила в состав Старопольского сельсовета Кингисеппского района. С ноября 1965 года, вновь в составе Сланцевского района. В 1965 году население деревни составляло 21 человек.
По данным 1973 и 1990 годов деревня Засосье входила в состав Старопольского сельсовета.
В 1997 году в деревне Засосье Старопольской волости проживали 2 человека, в 2002 году — 3 человека (все русские).
В 2007 году в деревне Засосье Старопольского СП проживал 1 человек, в 2010 году вновь 3 человека.

## География
Деревня расположена в северо-восточной части района на автодороге 41К-188 (Гостицы — Большая Пустомержа).
Расстояние до административного центра поселения — 7 км.
Расстояние до ближайшей железнодорожной станции Веймарн — 50 км.
К югу от деревни протекает река Ильменка.

## Демография
| 1862 | 2007 | 2010 | 2017 |
| ---- | ---- | ---- | ---- |
| 134  | ↘1   | ↗3   | ↗6   |

## Инфраструктура
По состоянию на 2014 год в деревне сохранилось 10 домов.

## Достопримечательности
1 октября 2016 года в деревне был открыт памятник «Нюра», крестьянке — жене «врага народа».